# Thomas Hohler (Diplomat)
Sir Thomas Beaumont Hohler, KCMG, CB, JP (* 15. März 1871 in St George Hanover Square, Westminster, Middlesex; † 23. April 1946) war ein britischer Diplomat, der unter anderem zwischen 1919 und 1921 Hochkommissar beziehungsweise von 1921 bis 1924 Gesandter in Ungarn, zwischen 1924 und 1927 Gesandter in Chile sowie zuletzt von 1928 bis 1933 Gesandter in Dänemark war.

## Leben
Thomas Beaumont Hohler war ein Sohn und das jüngste von sieben Kindern von Henry Booth Hohler (1835–1916), DL, JP, und dessen Ehefrau Henrietta Wilhelmina Lawes (1834–1902). Zu seinen Geschwistern gehörte sein älterer Bruder Sir Gerald Fitzroy Hohler (1862–1934), der Rechtsanwalt sowie zwischen 1910 und 1920 Abgeordneter des Unterhauses (House of Commons) war. Seine ältere Schwester Constance Maud Hohler (1864–1939) war mit Eric Norman Rollo (1861–1930) verheiratet, einem Sohn von John Rollo, 10. Lord Rollo (1835–1916), der 1881 zum Baron Dunning, of Dunning and Pitcairns in the County of Perth, erhoben und damit Mitglied des Oberhauses (House of Lords) wurde. Er absolvierte nach dem Besuch des renommierten Eton College ein Studium am Trinity College der University of Cambridge und trat 1894 in den diplomatischen Dienst (Diplomatic Service) des Außenministeriums (Foreign Office) ein. Während seiner darauf folgenden Verwendungen wurde er am 1. Januar 1895 zum Attaché sowie am 11. Januar 1897 zum Dritten Sekretär (Third Secretary). Am 22. Mai 1901 erfolgte seine Ernennung zum Zweiten Sekretär (Second Secretary) und am 22. Mai 1908 zum Ersten Sekretär (First Secretary) im Diplomatischen Dienst seiner Majestät.
1910 wurde Hohler als Erster Sekretär an die Gesandtschaft in Mexiko versetzt und war dort bis 1917 tätig. Für seine Verdienste wurde er am 22. Juni 1914 zum Companion des Order of St Michael and St George (CMG) ernannt und am 9. September 1915 zum Botschaftsrat (Counsellor) befördert. Als solcher war er zeitweise Geschäftsträger (Charge d’Affaires) der Gesandtschaft in Mexiko und wurde für seine dortigen Verdienste am 2. Juni 1916 auch Companion des Order of the Bath (CB). Er war zwischen 1917 und 1918 Botschaftsrat an der Botschaft in den USA und wurde am 18. November 1918 zum außerordentlichen Gesandten und bevollmächtigten Minister ernannt, woraufhin er von 1918 bis 1919 Gesandter an der Botschaft im Osmanischen Reich fungierte.
Daraufhin war Thomas Hohler zwischen 1919 und 1921 Hochkommissar beziehungsweise von 1921 bis zu seiner Ablösung durch Colville Barclay 1924 Gesandter in Ungarn und wurde am 1. April 1922 zudem zum Generalkonsul für Ungarn mit Amtssitz in Budapest ernannt. Für seine Verdienste wurde er zum 28. April 1924 als Knight Commander des Order of St Michael and St George (KCMG) nobilitiert, wodurch er fortan den Namenszusatz „Sir“ führte. 1924 löste er Sir Arthur Cuninghame Grant Duff als Gesandter in Chile ab und verblieb auf diesem diplomatischen Posten bis 1927, woraufhin Archibald Clark Kerr seine dortige Nachfolge antrat. Zuletzt wurde er am 10. April 1928 Nachfolger von Sir Milne Cheetham als Gesandter in Dänemark und war in dieser Verwendung bis zu seiner Ablösung durch Sir Hugh Gurney 1933 auch als Gesandter in Island akkreditiert.
Nach seinem Ausscheiden aus dem diplomatischen Dienst wurde Sir Thomas Hohler 1934 zunächst Friedensrichter (Justice of the Peace) der Grafschaft Kent und am 29. Juni 1944 als Nachfolger des verstorbenen Claud Francis Goddard auch Sheriff dieser Grafschaft. Er heiratete am 30. März 1922 Cynthia Elizabeth Violet Astell, eine Tochter von William Harvey Astell, DL, JP († 1896) und Hon. Elizabeth Maria Vereker († 1958) sowie Enkelin von Standish Vereker, 4. Viscount Gort (1819–1900). Aus dieser Ehe gingen die Kinder Gerald Arthur Hohler (1923–2014) und Anne Elizabeth Hohler (* 1935) hervor. Er lebte in Fawkham Manor in Kent.